# Langon (Ille-et-Vilaine)
Pour les articles homonymes, voir Langon.
Langon est une commune française située dans le département d'Ille-et-Vilaine, en région Bretagne.
La commune est détentrice du Label « Communes du Patrimoine Rural de Bretagne » pour la richesse de son patrimoine architectural et paysager.

## Géographie
Langon s'est développée à 1,5 km à l'est de la Vilaine sur une rupture du plateau à environ 50 m d'altitude. Au sud du bourg, la vallée de la Vilaine s'élargit et l'altitude ne dépasse pas 5 m à 6 m et annonce les marais de Redon.

### Localisation
Les communes limitrophes sont  Guipry-Messac, Guémené-Penfao, La Chapelle-de-Brain, Massérac, Mernel, Pierric, Renac, Saint-Ganton, Saint-Just et Sainte-Anne-sur-Vilaine.
| Saint-Just                  | Saint-Ganton   | Guipry-Messac           |
| La Chapelle-de-Brain, Renac | Langon         | Sainte-Anne-sur-Vilaine |

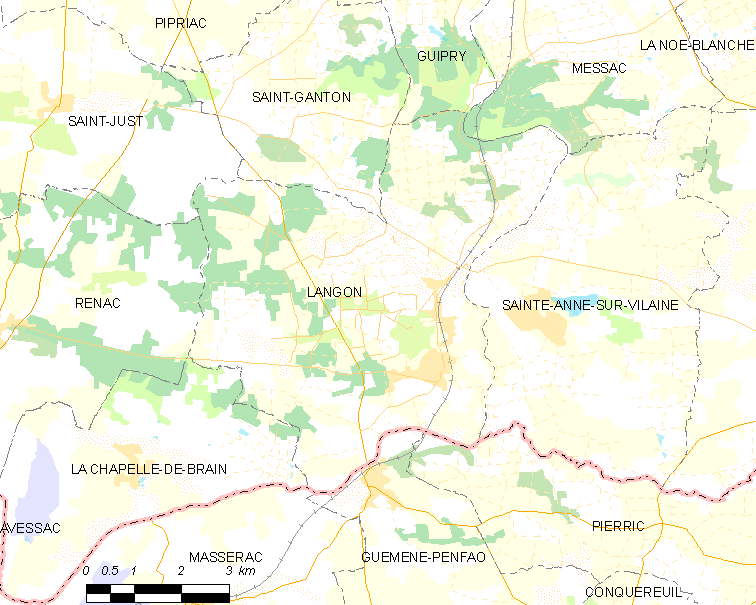
Carte de la commune de Langon.

| Massérac                    | Guémené-Penfao | Pierric                 |

### Géologie
Du calcaire lacustre tongrien est présent à Langon.

### Transports
La commune est desservie par la gare de Fougeray - Langon située sur la ligne de Rennes à Redon.

### Hydrographie
Pour un article plus général, voir Réseau hydrographique d'Ille-et-Vilaine.
La commune est située dans le bassin Loire-Bretagne. Elle est drainée par la Vilaine, les Sauvers, le Belle Perche, le ruisseau de Biennerie, le ruisseau de Bivaux, le ruisseau de la Couarde, le ruisseau de la Grande vallée, le ruisseau de Montenac, le ruisseau de Touchard, le ruisseau des Noës et le ruisseau du Blorset,,.
La Vilaine, d'une longueur de 218 km, prend sa source dans la commune de Juvigné et se jette  dans l'Océan Atlantique à Camoël, après avoir traversé 56 communes. Les caractéristiques hydrologiques de la Vilaine sont données par la station hydrologique située dans la commune. Le débit moyen mensuel est de 29,2 m3/s. Le débit moyen journalier maximum est de 289 m3/s, atteint lors de la crue du 4 février 2021. Le débit instantané maximal est quant à lui de 547 m3/s, atteint le 19 juillet 2024.

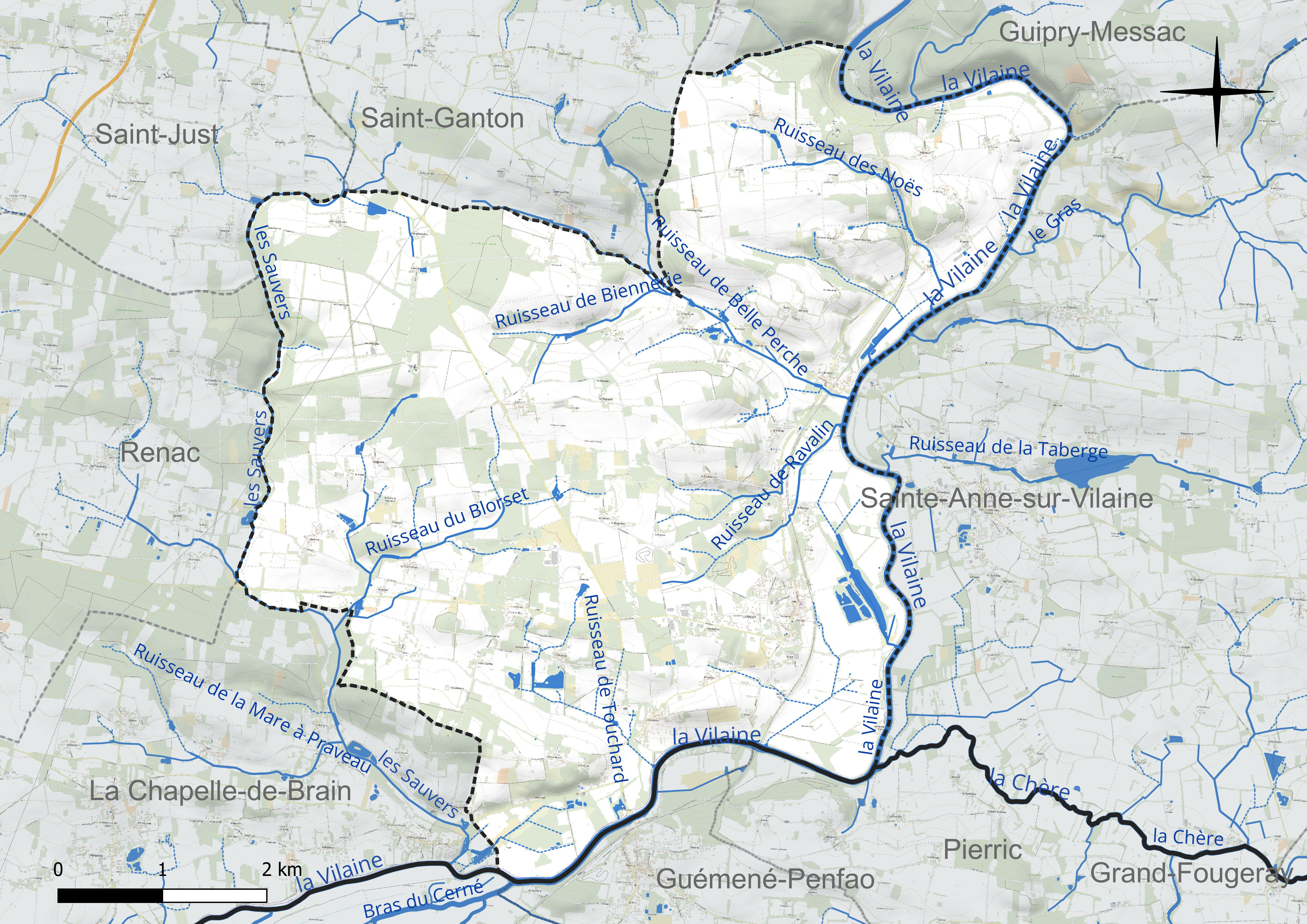
Réseau hydrographique de Langon.

### Climat
Pour des articles plus généraux, voir Climat de la Bretagne et Climat d'Ille-et-Vilaine.
En 2010, le climat de la commune est de type climat méditerranéen altéré, selon une étude du CNRS s'appuyant sur une série de données couvrant la période 1971-2000. En 2020, Météo-France publie une typologie des climats de la France métropolitaine dans laquelle la commune est exposée à un climat océanique et est dans la région climatique  Bretagne orientale et méridionale, Pays nantais, Vendée, caractérisée par une faible pluviométrie en été et une bonne insolation. Parallèlement l'observatoire de l'environnement en Bretagne publie en 2020 un zonage climatique de la région Bretagne, s'appuyant sur des données de Météo-France de 2009. La commune est, selon ce zonage, dans la zone « Sud Est », avec des étés relativement chauds et ensoleillés.  
Pour la période 1971-2000, la température annuelle moyenne est de 11,8 °C, avec une amplitude thermique annuelle de 13,2 °C. Le cumul annuel moyen de précipitations est de 798 mm, avec 12,2 jours de précipitations en janvier et 5,7 jours en juillet. Pour la période 1991-2020, la température moyenne annuelle observée sur la station météorologique la plus proche, située sur la commune de La Noë-Blanche à 12 km à vol d'oiseau, est de 12,2 °C et le cumul annuel moyen de précipitations est de 780,5 mm,. Pour l'avenir, les paramètres climatiques de la commune estimés pour 2050 selon différents scénarios d'émission de gaz à effet de serre sont consultables sur un site dédié publié par Météo-France en novembre 2022.

## Urbanisme

### Typologie
Au 1er janvier 2024, Langon est catégorisée commune rurale à habitat dispersé, selon la nouvelle grille communale de densité à sept niveaux définie par l'Insee en 2022.
Elle est située hors unité urbaine. Par ailleurs la commune fait partie de l'aire d'attraction de Redon, dont elle est une commune de la couronne,. Cette aire, qui regroupe 22 communes, est catégorisée dans les aires de moins de 50 000 habitants,.

### Occupation des sols
L'occupation des sols de la commune, telle qu'elle ressort de la base de données européenne d'occupation biophysique des sols Corine Land Cover (CLC), est marquée par l'importance des territoires agricoles (78 % en 2018), une proportion identique à celle de 1990 (78 %). La répartition détaillée en 2018 est la suivante : 
zones agricoles hétérogènes (43,7 %), terres arables (27,8 %), forêts (15,9 %), prairies (6,5 %), milieux à végétation arbustive et/ou herbacée (3,2 %), zones urbanisées (2,8 %). L'évolution de l'occupation des sols de la commune et de ses infrastructures peut être observée sur les différentes représentations cartographiques du territoire : la carte de Cassini (XVIIIe siècle), la carte d'état-major (1820-1866) et les cartes ou photos aériennes de l'IGN pour la période actuelle (1950 à aujourd'hui).

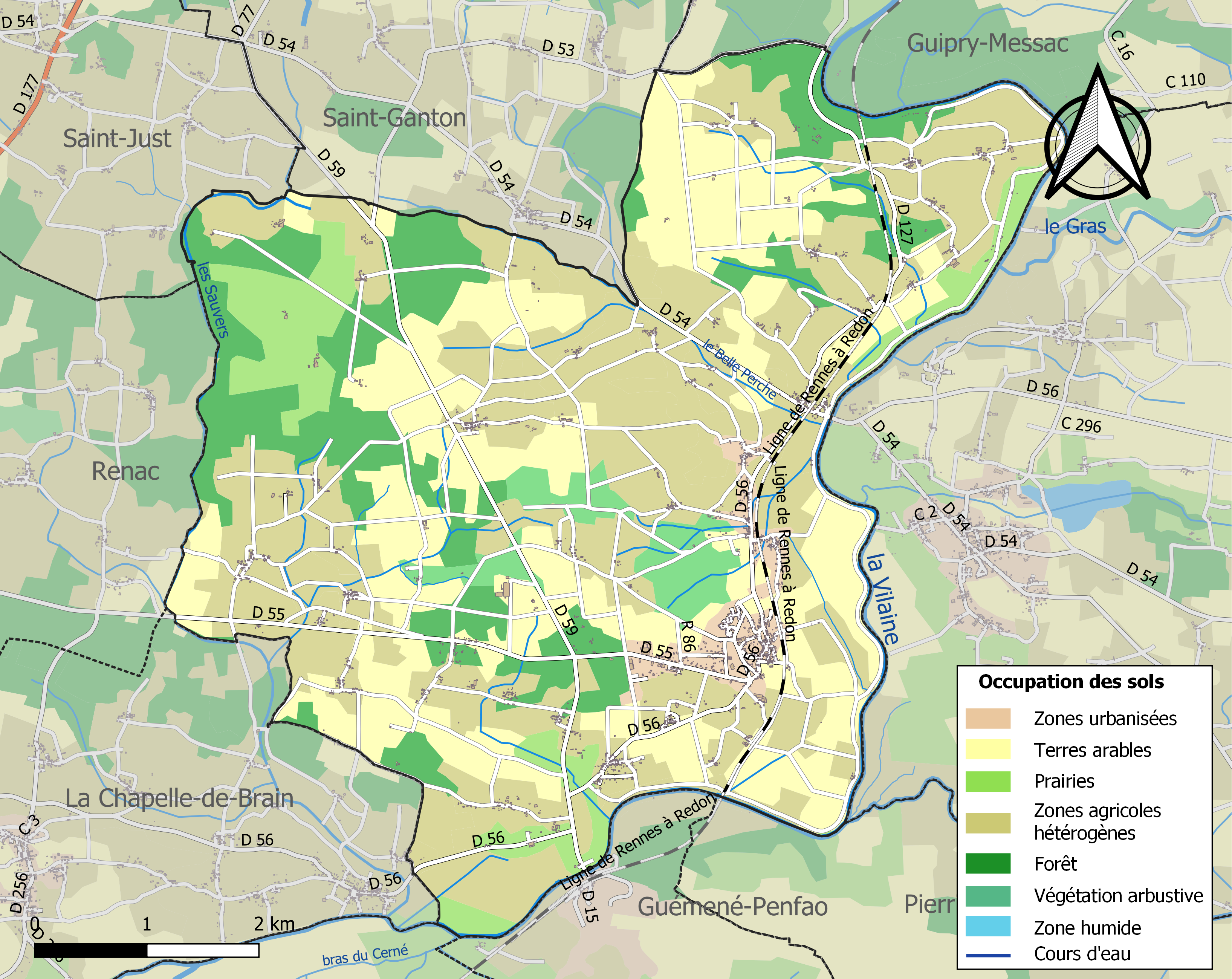
Carte des infrastructures et de l'occupation des sols de la commune en 2018 (CLC).

## Toponymie
Formes écrites anciennes de Langon : Landegon en 797, 801 et 850, Lant Degon en 834, Landegun en 862, Lancon en 882, Langon en 1387 et 1516.
Albert Dauzat qui ne connaissait pas de forme ancienne évoque un possible anthroponyme gaulois Lingo. Cependant, cette explication est incompatible avec la nature des formes anciennes du type Landegon, Landegun mentionnées régulièrement au ixe siècle. Peut-être un type toponymique roman en Lande- avec un nom de personne, comme de très nombreux lieux de ce type dans l'ouest de la France (cf. Landigou, Orne; Landavran, Ille-et-Vilaine; etc.) ou breton en Lan- (cf. Landéhen, Côte-d'Armor; Landéan, Ille-et-Vilaine).
La forme bretonne actuelle proposée par l'Office public de la langue bretonne est Landegon.
Homonymie possible avec Landigon (Seine-Maritime, hameau à Brémontier-Merval, Landigon 1414)[Quoi ?]

## Histoire

### Préhistoire
Les plus anciennes traces d'occupation humaines retrouvées sur le territoire de la commune datent du Mésolithique. Selon le recensement de P. Bézier, la commune comptait en 1883, 34 monuments mégalithiques dont 2 dolmens, 7 menhirs, 11 tumuli et 9 cromlechs. Au XIXe siècle et début XXe siècle, beaucoup de ces édifices furent détruits, les éléments étant récupérées pour l'empierrement des chemins vicinaux. Le remembrement de 1964-1965 et l'urbanisation anarchique de la Lande du Moulin ont aussi contribué à la destruction partielle de plusieurs sites, dont celui des Demoiselles de Langon, qui ne sera classé au titre des monuments historiques qu'en 1976.
Le musée de Bretagne conserve dans ses collections 3 haches polies et 1 hache-marteau découvertes dans le secteur de Langon sans mention plus précise du lieu des découvertes.

### Antiquité
Une importante agglomération rurale était dispersée sur la commune de Lagon, en témoigne la voie romaine, et les nombreuses découvertes archéologiques faites sur la commune dont la plus connue; celle des thermes d'une ancienne villa gallo-romaine du bourg transformée en chapelle au haut Moyen Âge.
À la fin du Ve siècle, l'arrivée des premières communautés chrétiennes entraîne la transformation des thermes romains et l'édification de la chapelle Sainte-Agathe.

### Moyen Âge
Au IXe siècle, dans le cartulaire de l'abbaye Saint-Sauveur de Redon, le nom de Langon apparaît pour la première fois sous diverses orthographes en bas latin (Landego, Landecon, Lanco, Lancon). Par la donation de Louis le Pieux, la paroisse de Langon est alors rattachée à cette abbaye, tutelle qu'elle conservera jusqu'à la Révolution française.

### LeXIXesiècle
La gare de Fougeray - Langon est mise en service en novembre 1864, par la compagnie des chemins de fer de l'Ouest, soit deux ans après l'inauguration de la ligne. La station est établie sur la rive droite de la Vilaine à proximité du Pont-de-la-Fosse. Elle porte le nom du chef-lieu de canton, Fougeray dit aussi Grand-Fougeray (6 264 habitants) situé à environ 12 km, et de la commune de Langon (1 698 habitants) dont le bourg est à environ 1 km.

### LeXXesiècle

#### La Belle Époque
Le Journal officiel publie le 4 septembre 1909 un décret attribuant au bureau de bienfaisance de Langon les biens placés sous séquestre et ayant appartenu à la fabrique de l'église et à sa mense succursale.

#### La Seconde Guerre mondiale
Marie-Luce Moquet, organisa dès octobre 1940 l'évasion de 13 soldats prisonniers des Allemands qui étaient parvenus à leur échapper ; les années suivantes elle hébergait des évadés, des réfractaires au Service du travail obligatoire, des résistants, etc.. Elle contribua à l'organisation de deux groupes de résistants FTPF, l'un dirigé par Marcel Philippe, l'autre sous les ordres de Joseph Guérin ; un troisième groupe de résistants était commandé par André Métayer. Ces groupes participèrent à des parachutage d'armes, organisèrent des sabotages de voies ferrées, notamment au tunnel de la Corbinière et le groupe de Marcel Philippe pris part aux combats de Saint-Marcel. Lors de l'arrivée des troupes américaines ils empêchèrent les Allemands de faire sauter le pont de Port-de-Roche sur la Vilaine, faisant une vingtaine de prisonniers dans leurs rangs, qui furent remis aux troupes américaines. Le résistant Francis Boursier fut tué le 3 août 1944 à Pipriac et un autre, Armand  Jolivel, fut fusillé par les Allemands le 6 août 1944 au Grand-Fougeray.
Le soir du 6 août 1944 une colonne importante de soldats allemands s'avançait vers Grand-Fougeray : des résistants Francs-tireurs et partisans tentèrent de s'opposer à leur passage au pont de Port-de-Roche (entre Langon et Sainte-Anne-sur-Vilaine). Mais six furent tués immédiatement, d'autres étant fusillés.

## Héraldique
| Blason de Langon | Blason  | D'argent au fer d'angon de sable ; chapé à dextre d'azur à la moucheture d'hermine du champ et à sénestre de gueules à l'épi de blé d'or ; à la champagne de sinoble chargée de trois pierres au naturel brochant sur le tout. |
| Blason de Langon | Détails | Le statut officiel du blason reste à déterminer. |

## Politique et administration
| Période                                  | Période                  | Identité                | Étiquette | Qualité                                                                                              |
| ---------------------------------------- | ------------------------ | ----------------------- | --------- | --- |
| 1906                                     | 1910                     | Jean-Baptiste Delalande |           | |
| 1910                                     | 1935                     | Jean Boudard            |           | |
| 1935                                     | 1944                     | Bernard du Halgouët     |           | |
| 1944                                     | octobre 1947             | Auguste Meilleray       |           | |
| octobre 1947                             | avril 1975 (décès)       | Isidore Renouard        | RI        | Négociant Député d'Ille-et-Vilaine (1958 → 1975) Conseiller général du canton de Redon (1958 → 1970) |
| mai 1975                                 | octobre 1981 (démission) | Yvonne Renouard         | DVD       | Épouse de Isidore Renouard                                                                           |
| octobre 1981                             | mars 2001                | Adolphe Roux            | DVD       | Chef d'entreprise - Ets Roux                                                                         |
| mars 2001                                | janvier 2005 (démission) | Philip Renouard         | DVG       | Journaliste cameraman                                                                                |
| mars 2005                                | juillet 2020             | Michel Renoul           | DVD       | Retraité du ministère de l'Intérieur                                                                 |
| juillet 2020                             | En cours                 | Jean-Yves Colléaux      |           | Retraité du secteur bancaire                                                                         |
| Les données manquantes sont à compléter. |                          |                         |           | |

## Démographie
L'évolution du nombre d'habitants est connue à travers les recensements de la population effectués dans la commune depuis 1793. Pour les communes de moins de 10 000 habitants, une enquête de recensement portant sur toute la population est réalisée tous les cinq ans, les populations de référence des années intermédiaires étant quant à elles estimées par interpolation ou extrapolation. Pour la commune, le premier recensement exhaustif entrant dans le cadre du nouveau dispositif a été réalisé en 2008.

En 2022, la commune comptait 1 393 habitants, en évolution de −3,4 % par rapport à 2016 (Ille-et-Vilaine : +5,46 %, France hors Mayotte : +2,11 %).
| 1793  | 1800  | 1806  | 1821  | 1831  | 1836  | 1841  | 1846  | 1851  |
| ----- | ----- | ----- | ----- | ----- | ----- | ----- | ----- | ----- |
| 1 082 | 1 443 | 1 359 | 1 381 | 1 655 | 1 560 | 1 475 | 1 523 | 1 593 |

| 1856  | 1861  | 1866  | 1872  | 1876  | 1881  | 1886  | 1891  | 1896  |
| ----- | ----- | ----- | ----- | ----- | ----- | ----- | ----- | ----- |
| 1 602 | 1 698 | 1 926 | 1 901 | 1 923 | 2 025 | 2 164 | 2 267 | 2 194 |

| 1901  | 1906  | 1911  | 1921  | 1926  | 1931  | 1936  | 1946  | 1954  |
| ----- | ----- | ----- | ----- | ----- | ----- | ----- | ----- | ----- |
| 2 184 | 2 186 | 2 004 | 1 821 | 1 795 | 1 690 | 1 698 | 1 624 | 1 487 |

| 1962  | 1968  | 1975  | 1982  | 1990  | 1999  | 2006  | 2008  | 2013  |
| ----- | ----- | ----- | ----- | ----- | ----- | ----- | ----- | ----- |
| 1 342 | 1 415 | 1 141 | 1 214 | 1 261 | 1 281 | 1 405 | 1 440 | 1 459 |

| 2018  | 2022  | - | - | - | - | - | - | - |
| ----- | ----- | - | - | - | - | - | - | - |
| 1 401 | 1 393 | - | - | - | - | - | - | - |

## Lieux et monuments
La commune possède un patrimoine important, dont trois bâtiments monuments historiques. De plus, 405 monuments sont inventoriés (dont une voie romaine et deux aqueducs) ainsi que 160 objets :
- l'église Saint-Pierre, inscrite monument historique par arrêté du 14 janvier 2002[46] ; elle abrite cinq objets eux-mêmes monuments historiques : un calice de 1653[47], un retable[48] et un maître-autel d'époque Louis XIV[49], une peinture du XIVe siècle[50] et des fonts baptismaux et leur baldaquin[51]
- la chapelle Sainte-Agathe :
- l'ensemble mégalithique dit des Les Demoiselles de Langon classé monument historique par arrêté du 24 août 1976[52],[53];
- les tertres mégalithiques dits "les Pillons Garougnaux", situés près du hameau de la Gaudinais ;
- Le plus long tunnel ferroviaire de Bretagne (635 mètres), édifié entre 1860 et 1862, en prolongement du Viaduc de Corbinières, traverse la commune de Langon.
- Le Château des Corbinières[54],[55],[56] est dû à deux architectes majeurs du département d'Ille-et-Vilaine à la fin du 19e siècle, Arthur Regnault et Frédéric Jobbé-Duval. La propriété appartenait alors à la famille du Halgouët, branche de la Famille de Poulpiquet.

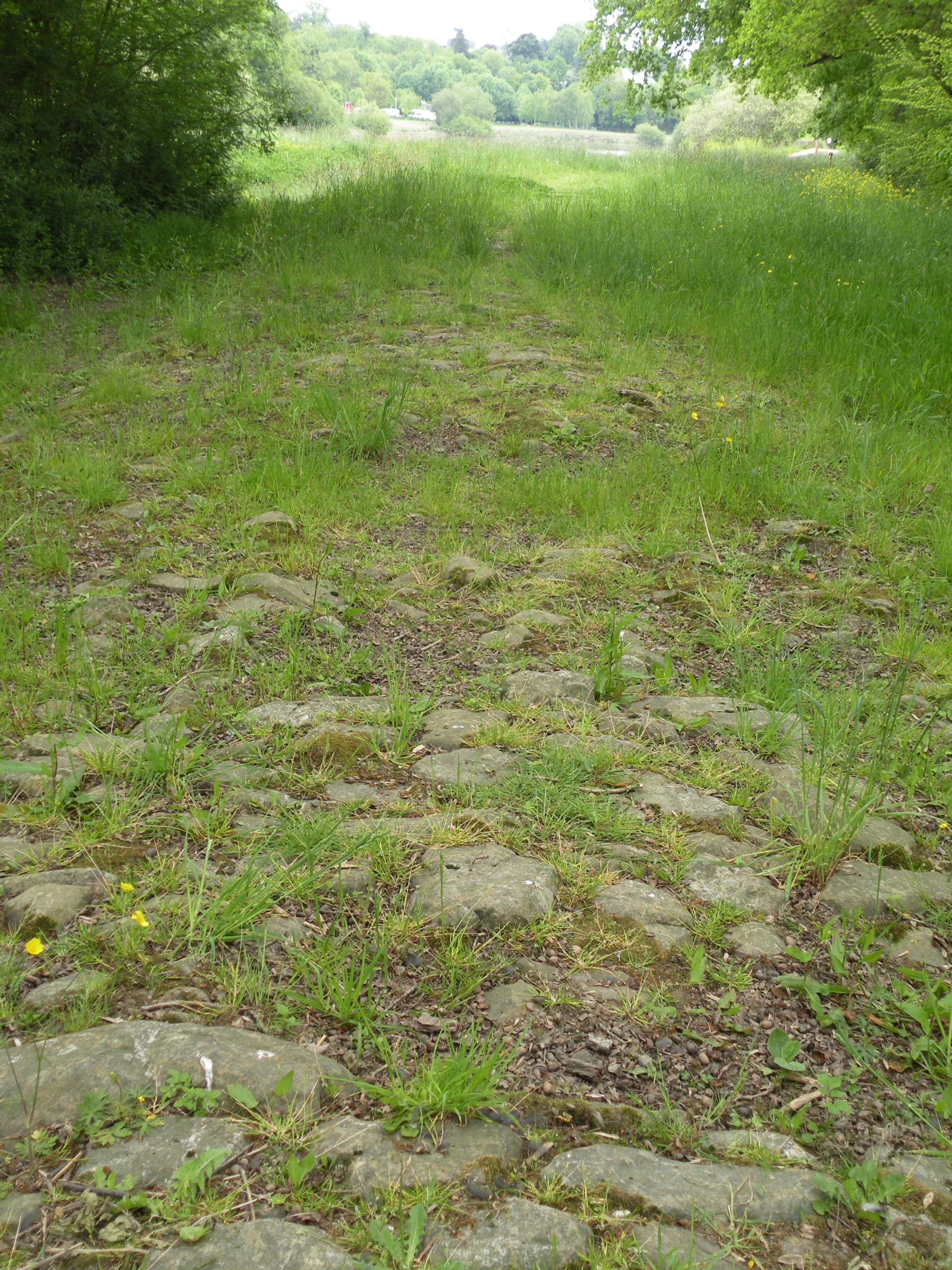
La voie romaine (l'une des rares voies romaine encore pavée en Bretagne et en France)
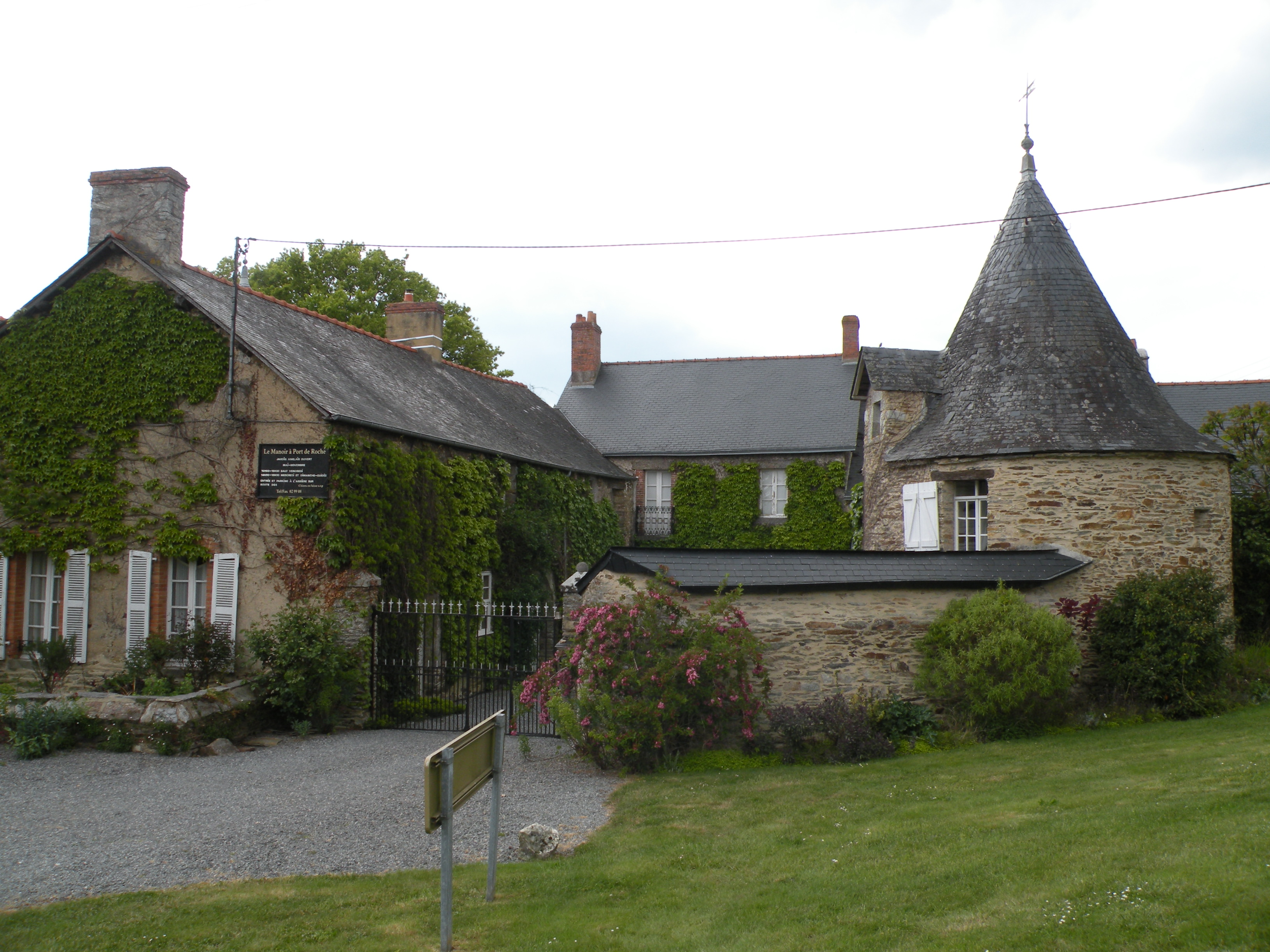
Le manoir de la Chaussée à Port-de-Roche.
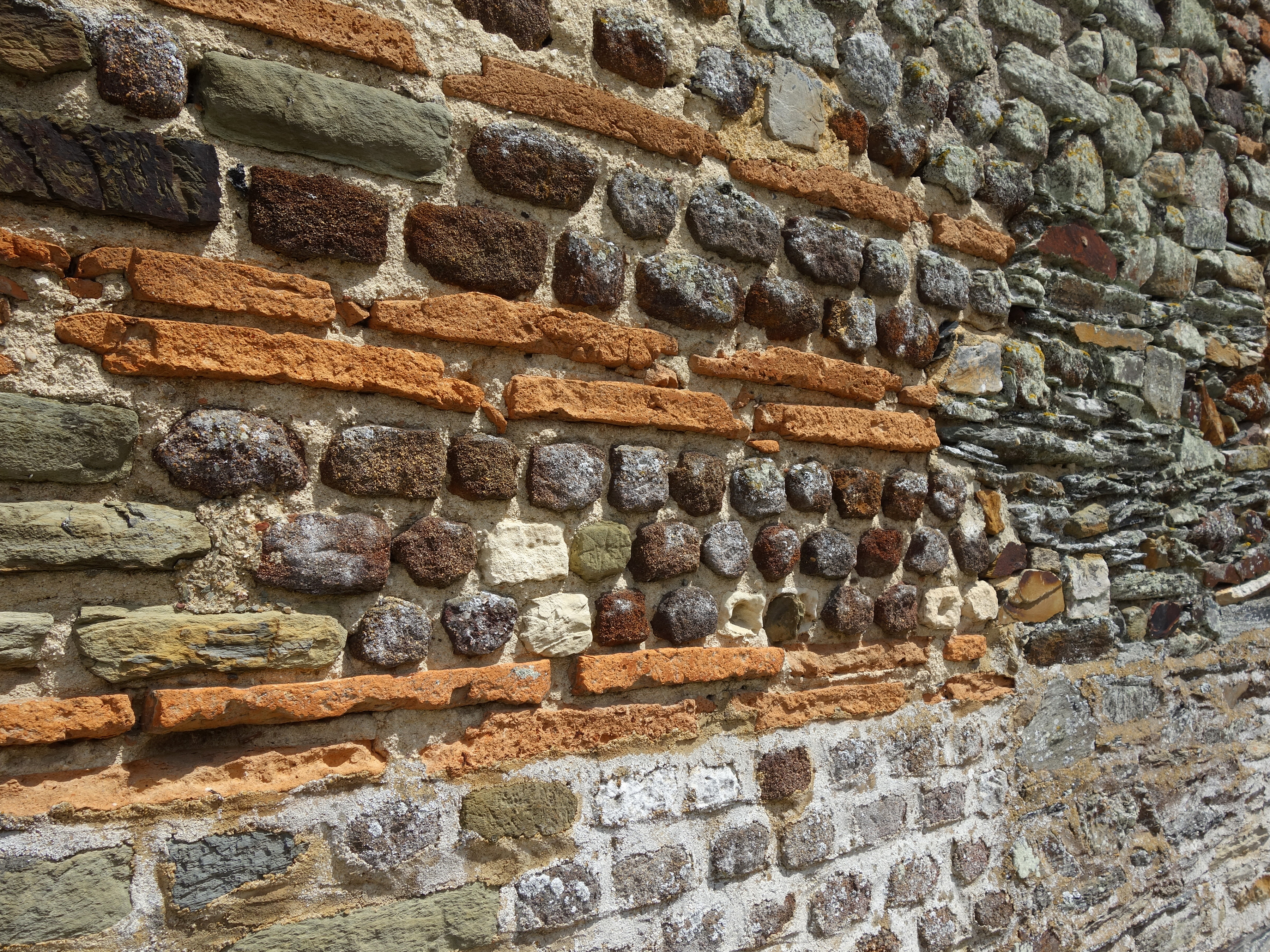
Détails architecturaux des anciennes thermes de Langon.
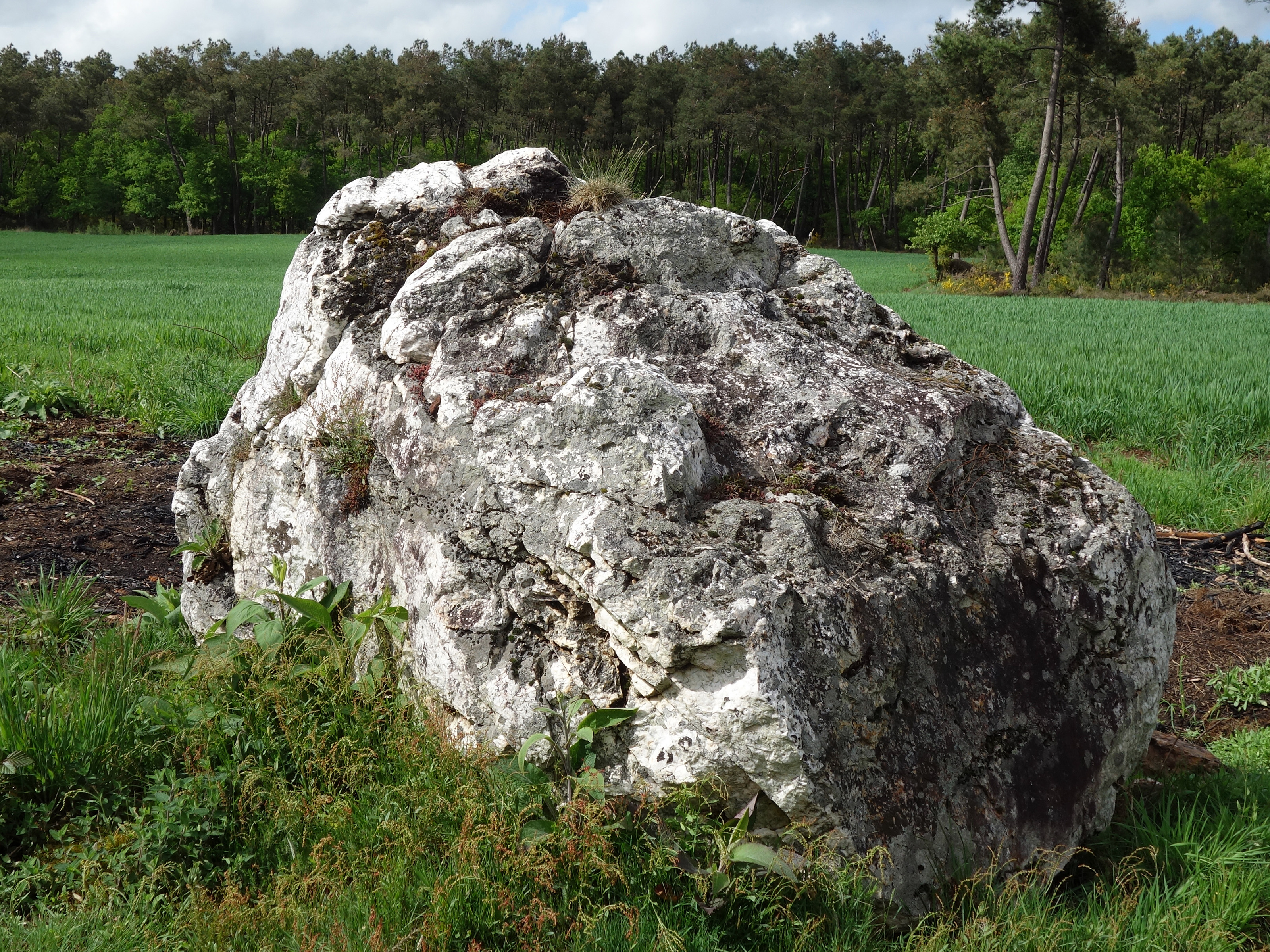
Le menhir dit « La Pierre Daniel ».
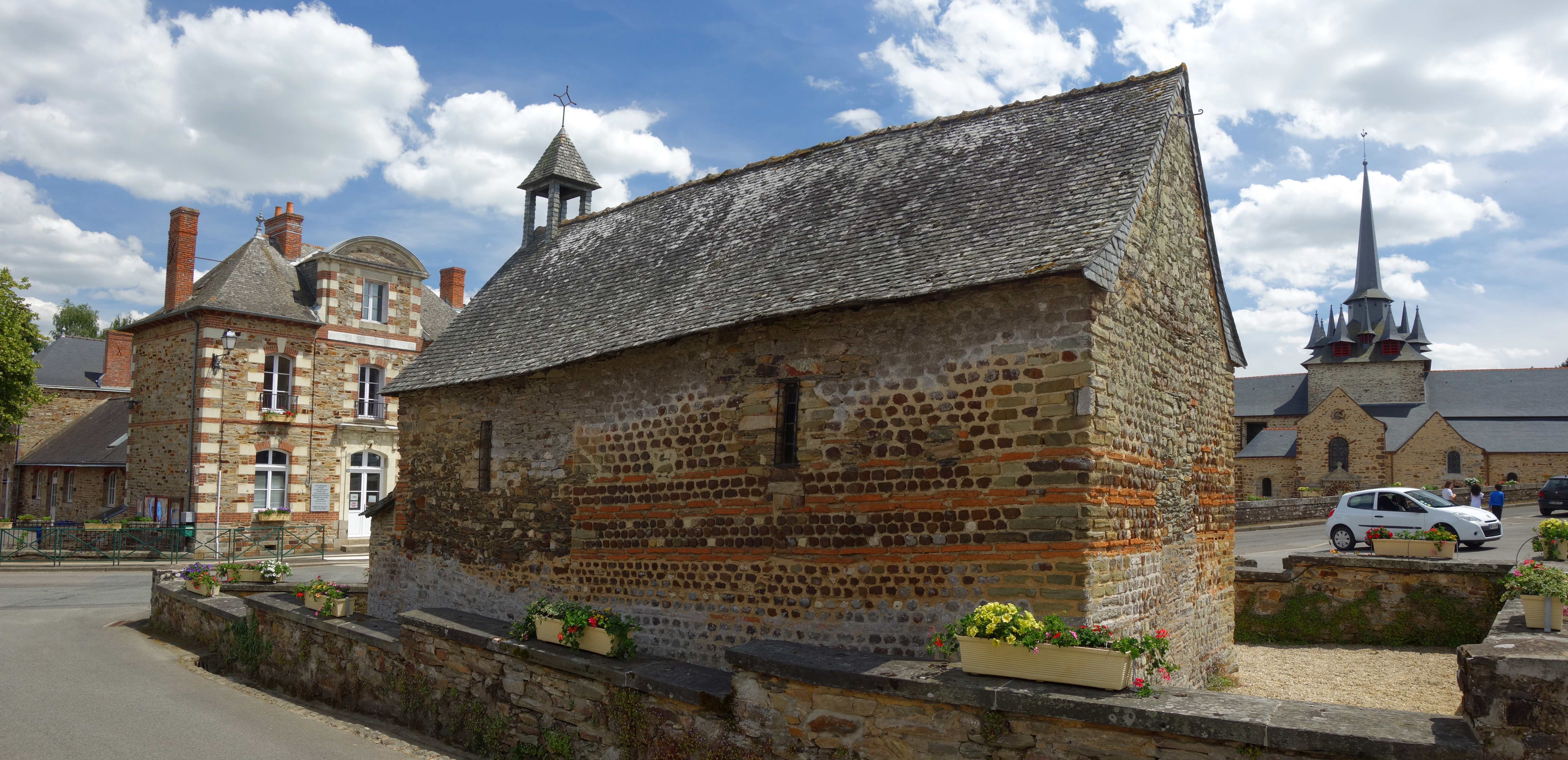
La Chapelle Sainte-Agathe, la Mairie et l'église de Langon.
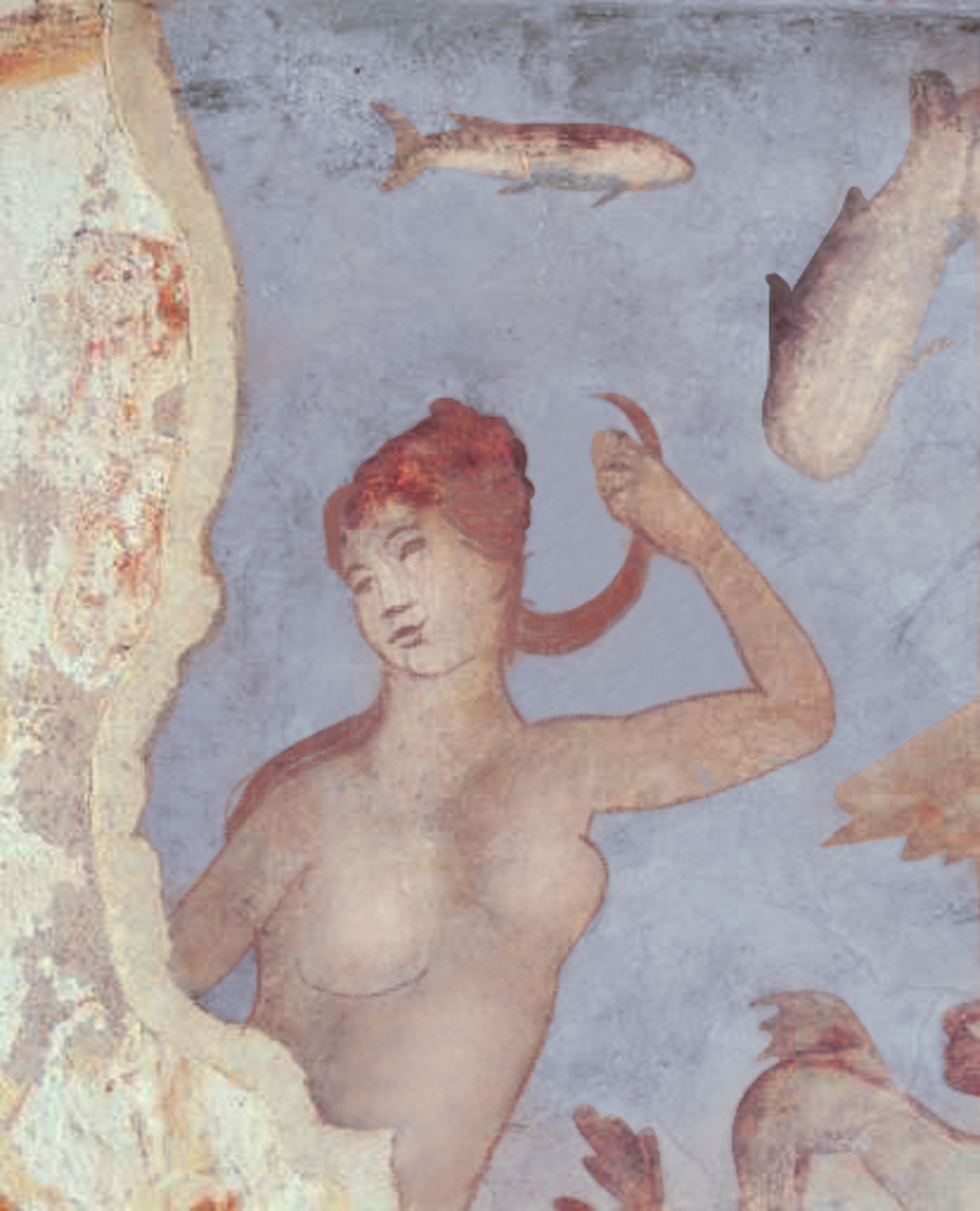
Vénus au bain - détail de la fresque gallo-romaine de l'actuelle chapelle Sainte-Agathe de Langon.

### Patrimoine naturel
Du point de vue de la richesse de la flore, Langon est à la treizième place des communes du département possédant dans leurs différents biotopes le plus de taxons, soit 600 pour une moyenne communale de 348 taxons et un total départemental de 1 373 taxons (118 familles). On compte notamment 44 taxons à forte valeur patrimoniale (total de 207) ; 17 taxons protégés et 33 appartenant à la liste rouge du Massif armoricain (total départemental de 237).
Le site de Corbinières s'étend sur la commune de Langon.

## Personnalités liées à la commune
- Isidore Renouard (1910-1975), député de Redon et maire de Langon.